# Macksburg, Ohio
Macksburg là một làng thuộc quận Washington, tiểu bang Ohio, Hoa Kỳ. Năm 2010, dân số của làng này là 186 người.